# 서울 광진구의 국회의원

## 행정구역 변천
- 1995년 3월 1일 성동구 중곡동·능동·구의동·광장동·자양동·성수동2가 일부·화양동·모진동·군자동에 서울특별시 광진구 설치

## 서울 광진구의 역대 국회의원 일람
| 대수 | 이름           | 소속정당       | 임기                       | 선거구역                                                                               |
| ---- | -------------- | -------------- | -------------------------- | -------------------------------------------------------------------------------------- |
| 15   | 김상우(金翔宇) | 새정치국민회의 | 1996. 5. 30. ~2000. 5. 29. | 광진구 갑: 중곡1동, 중곡2동, 중곡3동, 중곡4동, 능동, 구의2동, 광장동, 군자동           |
| 15   | 추미애(秋美愛) | 새정치국민회의 | 1996. 5. 30. ~2000. 5. 29. | 광진구 을: 구의1동, 구의3동, 자양1동, 자양2동, 자양3동, 노유1동, 노유2동, 화양동       |
| 16   | 김영춘(金榮春) | 한나라당       | 2000. 5. 30. ~2004. 5. 29. | 광진구 갑: 중곡1동, 중곡2동, 중곡3동, 중곡4동, 능동, 구의2동, 광장동, 군자동           |
| 16   | 추미애(秋美愛) | 새천년민주당   | 2000. 5. 30. ~2004. 5. 29. | 광진구 을: 구의1동, 구의3동, 자양1동, 자양2동, 자양3동, 노유1동, 노유2동, 화양동       |
| 17   | 김영춘(金榮春) | 열린우리당     | 2004. 5. 30. ~2008. 5. 29. | 광진구 갑: 중곡1동, 중곡2동, 중곡3동, 중곡4동, 능동, 구의2동, 광장동, 군자동           |
| 17   | 김형주(金炯柱) | 열린우리당     | 2004. 5. 30. ~2008. 5. 29. | 광진구 을: 구의1동, 구의3동, 자양1동, 자양2동, 자양3동, 노유1동, 노유2동, 화양동       |
| 18   | 권택기(權宅起) | 한나라당       | 2008. 5. 30. ~2012. 5. 29. | 광진구 갑: 중곡1동, 중곡2동, 중곡3동, 중곡4동, 능동, 구의2동, 광장동, 군자동           |
| 18   | 추미애(秋美愛) | 통합민주당     | 2008. 5. 30. ~2012. 5. 29. | 광진구 을: 구의1동, 구의3동, 자양1동, 자양2동, 자양3동, 자양4동, 화양동                |
| 19   | 김한길(金한길) | 민주통합당     | 2012. 5. 30. ~2016. 5. 29. | 광진구 갑: 중곡1동, 중곡2동, 중곡3동, 중곡4동, 능동, 구의2동, 광장동, 군자동           |
| 19   | 추미애(秋美愛) | 민주통합당     | 2012. 5. 30. ~2016. 5. 29. | 광진구 을: 구의1동, 구의3동, 자양1동, 자양2동, 자양3동, 자양4동, 화양동                |
| 20   | 전혜숙(全惠淑) | 더불어민주당   | 2016. 5. 30. ~2020. 5. 29. | 광진구 갑: 중곡1동, 중곡2동, 중곡3동, 중곡4동, 능동, 구의2동, 광장동, 군자동           |
| 20   | 추미애(秋美愛) | 더불어민주당   | 2016. 5. 30. ~2020. 5. 29. | 광진구 을: 구의1동, 구의3동, 자양1동, 자양2동, 자양3동, 자양4동, 화양동                |
| 21   | 전혜숙(全惠淑) | 더불어민주당   | 2020. 5. 30. ~2024. 5. 29. | 광진구 갑: 중곡1동, 중곡2동, 중곡3동, 중곡4동, 능동, 구의2동, 광장동, 군자동           |
| 21   | 고민정(高旼廷) | 더불어민주당   | 2020. 5. 30. ~2024. 5. 29. | 광진구 을: 구의1동, 구의3동, 자양1동, 자양2동, 자양3동, 자양4동, 화양동                |
| 22   | 이정헌(李政憲) | 더불어민주당   | 2024. 5. 30.~              | 광진구 갑: 중곡제1동, 중곡제2동, 중곡제3동, 중곡제4동, 능동, 구의제2동, 광장동, 군자동 |
| 22   | 고민정(高旼廷) | 더불어민주당   | 2024. 5. 30.~              | 광진구 을: 구의제1동, 구의제3동, 자양제1동, 자양제2동, 자양제3동, 자양제4동, 화양동    |

## 같이 보기
- 성동구 을 (1988년 선거구)
- 성동구 병 (1988년 선거구)
- 광진구 갑
- 광진구 을
- 서울 성동구의 국회의원
- 서울 동대문구의 국회의원
- 서울 성북구의 국회의원
- 서울 중랑구의 국회의원